# Laks
Els laks o qaziqumuks o khazi kumukhs (de l'àrab ghazi "combatent de la fe" i Kumukh, centre econòmic, polític i social del seu territori), són una ètnia que parla el lak, i que practiquen l'islam sunnita xafïta.
Viuen al Daguestan, entre els rius Sulak i Qara Qussü. Ells mateixos s'anomenaven lakuchu i els àvars els assenyalaven com a tumaw (en plural tumal), els lesguians com a yakholshu, els dargins com a vuluguni o vulechuni i els russos com a laktsi. En armeni s'anomenen lek-i (plural lek-ebi) i en georgià lezgi o legzi, però pronunciat lägzi. El 1926 eren 40.380, el 1959 eren 63.529, el 1970 eren 85.822, i el 1989 eren 118.386; el 1970 els de Daguestan eren 72.240 i la resta vivia a altres regions de l'URSS.

## Territori
Habiten la regió muntanyosa del centre del Daguestan. Residien essencialment a les conques de l'Alt Kazikumukh, del Tleuserakh, del Khatar Koysu (districtes de Lak i Kuli) i dins algunes localitats dels districtse de Tsudakhar, Akusha, Rutul, Kurakh, Čaroda i Dakhadajev. El 1944 molts laks foren reinstal·lats a les estepes i peus de les muntanyes del nord, a la cadena d'Andi, on des d'aleshores es constituí el districte de Novo Lakskij. El 1970, segons el cens soviètic eren 85.822 individus (40.380 el 1926 i 63.529 el 1929). Bé que es diu que són els més russificats dels daguestanesos, segons el cens del 1970 el 95,8% tenien el lak com a llengua materna, i només el 3,7% el rus.

## Religió
Són musulmans sunnites xafiïtes, i segons la llegenda conquerits i convertits per Abu-Múslim el 777, qui va fer d'ells el primer poble daguestanès islamitzat. Tanmateix, és més versemblant que llur conversió final no es produís fins al final del segle xiii. Les tradicions jueves i cristianes hi foren perpetuades fins al segle xv.

## Història
Vegeu: Shamkhalat dels Kazi Kumuk
El shamkalat sembla derivar dels governadors àrabs (Sham = Síria). La capital de la regió era Kumukh i els sobirans van adoptar el títol de shamkal al segle xiv, governant sobre els Kazi Kumukhs (laks) els Kumukhs (kumyks) i els dargins. Als segles XV i XVI governaven sobre gran part del Daguestan central i la costa. Llavors va sorgir una segona capital, Tarku, al territori dels kumyks (kumuks) El 1640 els laks o kazi kumukhs van trencar amb el shamkalat i van formar un estat propi, dirigit pels khakhlawais (de l'àrab khalk, poble, i lak (lawai), suprem), que tenien funcions principalment militars. A la mort del darrer khakhlawai, Agaler, el seu territori fou incorporat al oblast del Daguestan. El 1842 el seu territori amb l'Avaristan va passar a mans de l'imam Xamil. El 1877 durant la guerra russo-turca, els begs laks i altres senyors feudals del Daguestan, es van revoltar contra els russos, sent derrotats.

## Societat feudal
Estaven dividits en classes: els kans, els bagtals o begs (que eren la família dels kans i els nobles), els čankris (fills de begs i de dones de classe social inferior), uzdentals o uzden (camperols lliures, la classe més nombrosa), rayats (serfs) i lagarts (esclaus). Els clans patriarcals o tukhum eren formats per diverses famílies en un poble dirigit per un adat; aquestos clans tendien a l'endogàmia.

## Economia
L'economia tradicional dels laks es fonamentava en la ramaderia de cabres i xais i en trashumància i l'artesanat a domicili (cuir, terrissa, teixit, orfebreria, ferro forjat, etc.). Aquestes activitats encara juguen un gran rol a l'economia de les viles. Pel fet que mancaven terres fèrtils a les regions muntanyenques, l'agricultura no ocupa més que una petita part, l'emigració és corrent i compten amb la taxa més alta de tots els pobles del Daguestan. A les estepes i piemonts dels nous territoris laks del Nord del Daguestan, l'horticultura, la vinya, l'agricultura i la producció de soja són les activitats més importants. A les viles s'hi constata una elevació del nivell d'industrialització (molins, impremtes, etc.).